# Jacques-Louis Moreau de la Sarthe
Jacques-Louis Moreau, conocido como Moreau de la Sarthe (Montfort, 28 de enero de 1771 - Paris, 13 de junio de 1826) fue un médico y anatomista francés.

## Biografía
Nacido en un pueblo próximo a Le Mans, partió de esta ciudad para trabajar en París en 1791. Al cabo de dos años, Moreau consigue el cargo de cirujano de tercera clase. Dejó el servicio a fines de 1794, porque perdió la movilidad de la mano derecha al lesionarse mientras trabajaba en el hospital militar de Nantes (el 5 de nivoso del año III, que era el 25 de diciembre d e1794, de esos tiempos revolucionarios) .
Moreau retornó a Le Mans, como estudiante de la escuela médica y alumno de la patria. En 1795, otra vez en París, trabaja como asistente bibliotecario de la Escuela de París, función que le permitió formar la muy buena biblioteca de la facultad de medicina. Alcanza el grado de Doctor en medicina en 1804 y permanece ligado a la facultad como bibliotecario de 1808 a 1815. Desde 1819 a 1822 ejerce como profesor de historia de la medicina. Fue también profesor de la higiene en el Ateneo, un miembro de la Sociedad de Medicina del Louvre, miembro titular de la Academia Nacional de Medicina, fundador de varias sociedades, etc.
Se convirtió en el autor principal del Diccionario de Medicina de la Encyclopédie méthodique, tras fallecer su principal redactor, Petit-Radel, en 1815. Es el autor del Tratado histórico y práctico de la vacuna, libro que tradujo al español Balmis, del que se llevaron 2000 ejemplares a la Real Expedición Filantrópica de la Vacuna. 
A su muerte, la colección de libros de Moreau fue repartida según establecía una cláusula del testamento: "Quiero que mis libros de medicina sean donados por concurso como premio a los estudiantes que, a juicio de una comisión nombrada por la Academia, hayan mostrado el mayor conocimiento en la literatura médica y la filosofía". El concurso tuvo dos ganadores, entre ellos Jean-Eugène Dezeimeris. 

## Publicaciones
- Con Félix Vicq d'Azyr, Médecine : contenant : 1°l'hygiène, 2°la pathologie, 3°la séméiotique et la nosologie, 4°la thérapeutique ou matière médicale, 5°la médecine militaire, 6°la médecine vétérinaire, 7°la médecine légale, 8°la jurisprudence de la médecine et de la pharmacie, 9°la biographie médicale…, mise en ordre et publiée par M. Vicq d'Azyr et continuée par M. Moreau, Paris : Panckoucke, Ve Agasse, et Liège : Plamtoux, 1787-1830, 13 vol. in-4°
- Traité historique et pratique de la vaccine, Paris, an IX, in-8° (Tratado histórico y práctico de la vacuna).[2]
- Histoire naturelle de la femme, suivie d’un traité d’hygiène appliquée à son régime physique et moral aux différentes époques de sa vie, Paris, 1805, 3 vol. in-8°
- Notice sur Hippocrate, Paris, 1810, in-12
- Fragment pour servir à l’histoire de la médecine des maladies mentales et de la médecine morale, Paris, 1812, in-8°
- Fragment pour servir à l’histoire des progrès de la médecine en France, Paris, 1815, in-8°
- Remarques sur le projet d’ordonnance relatif à l’Académie de médecine, lues dans la séance du 22 mai 1821, Paris, 1821, in-8°, de 22 p.
- Mémoire sur l’histoire de l’École de médecine de Paris, Paris, 1824, in-4°, de 78 p. (artículo extraído del Dictionnaire de médecine de l’encyclopédie méthodique).

## Enlaces extarnos
- Trabajos de o acerca de Jacques-Louis Moreau de la Sarthe en Internet Archive

- Datos: Q3260614
- Multimedia: Louis-Jacques Moreau de la Sarthe / Q3260614